# معركة فيتوريا
مَعْرَكة فِيتوريا (بالاسبانية: Batalla de Vitoria) دَارَتْ رَحَاها يَوم 21 يونيو 1813 بالقرب من فيتوريا في إسبانيا، بيَن الجيش البريطاني والبُرتغالي والإسباني بقيادة الدوقْ آرثر ويلزلي والجيش الفرنسي بقيادة الملك جوزيف بونابرت. انتهت المَعركة بِنَصر للقوات الأنجليزية وحلفائها، مما أدى في النهاية إلى النَصر في حرب شُبه الجَزيرة.

## خلفية
في يوليو 1812، بعد معركة شلمنقة، كان الفرنسيون قد أخلوا مدريد، والتي دخلها جيش ويلينجتون في 12 أغسطس 1812. نشر ثلاثة فرق لحراسة مقاربه الجنوبية، ثُمَ سار شمالًا مع بقية جيشه لفرض حصار على قلعة برغش، على بعد 230 كم، لكنه أخطأ في تقدير قوة العدو، وفي 21 أكتوبر اضطر إلى التخلي عن حصار برغش والتراجع. بحلول 31 أكتوبر، تخلى عن مدريد أيضًا وتراجع أولاً إلى شلمنقة ثم إلى ثيوداد رودريجو، بالقرب من الحدود البرتغالية، لتجنب تطويق الجيوش الفرنسية من الشمال الشرقي والجنوب الشرقي.
أمضى ويلينجتون الشتاء في إعادة تنظيم قواته وتعزيزها. استدعى نابليون إلى فرنسا العديد من الجنود لإعادة بناء جيشه الرئيسي بعد غزوه الكارثي لروسيا. بحلول 20 مايو 1813، سار ويلينجتون في مسيرة 121000 جندي (53749 بريطانيًا و 39608 إسبانيًا و 27569 برتغاليًا ) من شمال البرتغال عبر جبال شمال إسبانيا ونهر إيسلا للالتفاف على جيش المارشال جوردان البالغ قوامه 68 ألف جندي، المنتشر بين دورو وتاجوس. انسحب الفرنسيون إلى برغش، حيث سارعت قوات ويلينجتون بقوة لقطع الطريق المؤدي إلى فرنسا. قاد ويلينجتون بنفسه القوة المركزية الصغيرة في خدعة إستراتيجية، بينما قاد السير توماس جراهام الجزء الأكبر من الجيش حول الجناح الأيمن الفرنسي فوق المنحدرات التي تعتبر غير سالكة.

## تضاريس أرض المعركة
تتمركز ساحة معركة فيتوريا على نهر زادوررا الذي يمتد من الشرق إلى الغرب. عندما يجري زادوررا غربًا، فإنه يتدحرج في منعطف حاد، ويتأرجح أخيرًا بشكل عام إلى الجنوب الغربي. وعلى جنوب ساحة المعركة تقع مرتفعات بويبلا. إلى الشمال الغربي توجد هِضاب مونتي أراتو. تقع فيتوريا إلى الشرق، على بعد ميلين (3 كم) جنوب زادوررا. تشع خمسة طرق من فيتوريا، شمالًا إلى بلباو، شمال شرقًا إلى ساليناس وبايون، شرقًا إلى سالفاتيرا، جنوبًا إلى لوغرونيو وغربًا إلى برغش على الجانب الجنوبي من زادوررا.

## خطط الجيَيشين
كان الجنرال الفرنسي جان بابتيست جوردان يعاني من الحمى طوال اليوم في 20 يونيو. وبسبب هذا، صَدرت أوامر قليلة منه ووقفت القوات الفرنسية عاطلة عن العمل. أغلقت عربة قطار ضخمة من الغنائم شوارع فيتوريا. غادرت قافلة أثناء الليل، لكنها اضطرت إلى ترك مدفعية الحصار وراءها لعدم وجود حيوانات جر كافية لسحب المدافع.
كانت فرق الجنرال الفرنسي أونوريه غازان تحرس الطرف الغربي الضيق لوادي زادوررا، المنتشر جنوب النهر. تم نشر لواء مارانسين مقدمًا في قرية سوبيجانا. تم تقسيم الفرق بين قادت الجيشː ليفال على اليمين وداريكاو في الوسط وكونرو على اليسار وفيلات في الاحتياط. فقط فَصيلة صغيرة تحرس الطرف الغربي لمرتفعات بويبلا.
بعد ذلك، وقفت قوة درويت في الصف الثاني، جنوب النهر أيضًا. انتشرت فرقة دارمناك على اليمين وكاساني على اليسار. فشل جان بابتيست درويت في تدمير ثلاثة جسور بالقرب من منعطف شديد الانحدار على النهر ونشر فرقة سلاح الفرسان الضعيفة في آفي لحراستها. شكل رجال رايل في الأصل الخط الثالث، ولكن تم إرسال فرقة ساروت شمال النهر لحراسة طريق بلباو بينما كانت فرقة لامارتينيير ووحدات الحرس الملكي الإسباني يسيطرون على ضفة النهر.
قادَ ويلينجتون العمود الأيمن المكون من 20000 رجل لطرد الفرنسيين من زادوررا على الجانب الجنوبي من النهر. بينما كان الفرنسيون منشغلين بعبور ممر ضيق، تحرك عمود مركز ويلينجتون الأيمن على طول الضفة الشمالية للنهر وعبرها بالقرب من منعطف خلف الجانب الأيمن الفرنسي.
تم إرسال عمود ويلينجتون الأيسر المكون من 20000 رجل حول الجانب الشمالي من مونتي أراتو. سارت على طريق بلباو، مما أدى إلى قطع الجزء الأكبر من الجيش الفرنسي. سار عمود يَسار مُنتصف جيش الجنرال جورج رامزي عبر مونتي أراتو وعبر النهر شرق منعطف شديد الأنحدار، مما وفر رابطًا بين جراهام وويلينجتون.

## المعركة

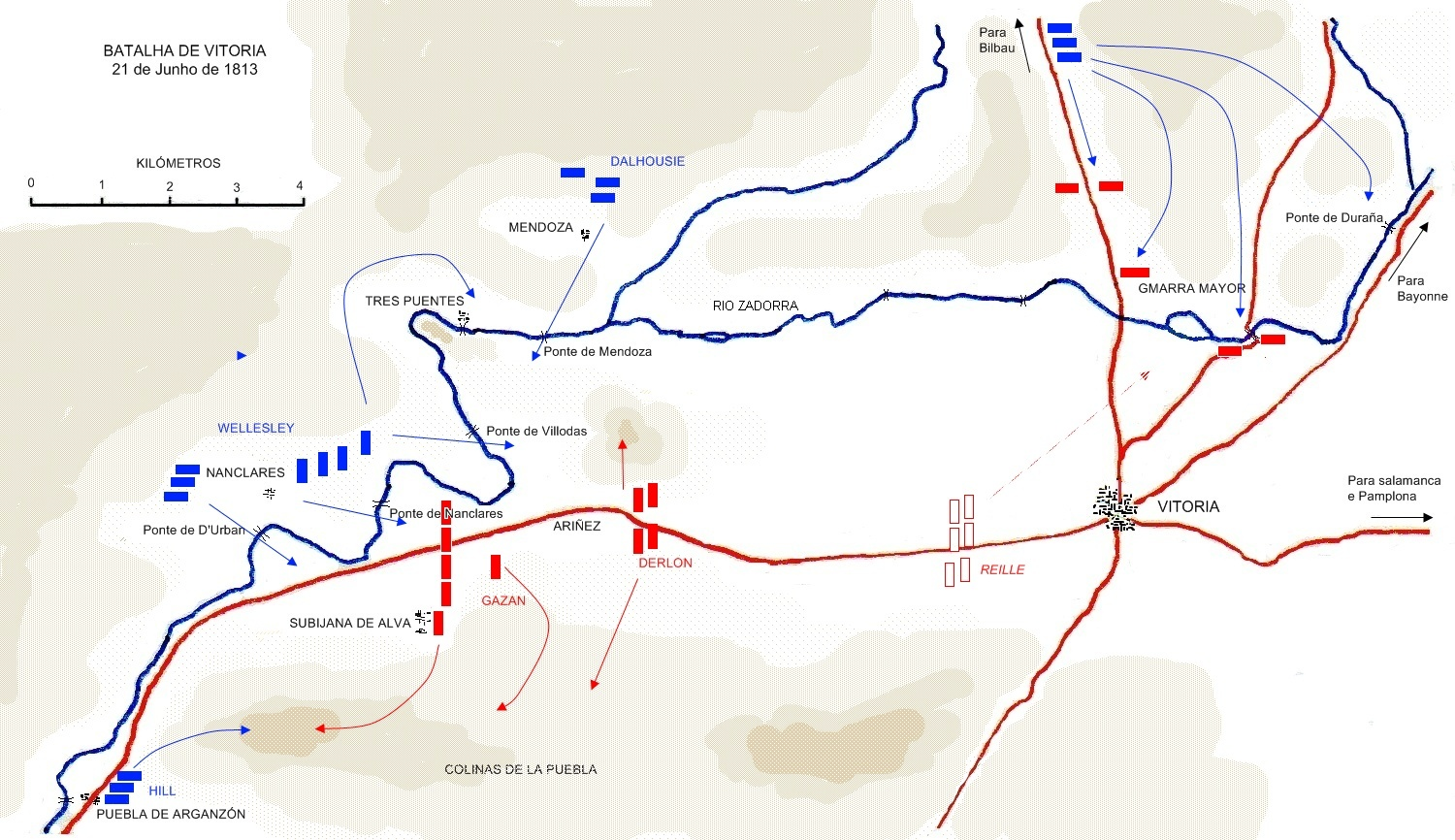
مخطط معركة فيتوريا 1813.

قسمت خطة ويلينجتون جيشه إلى أربعة «أعمدة» مهاجمة، بحيث تُهاجم الموقع الدفاعي الفرنسي من الجنوب والغرب والشمال بينما يهاجم العمود الأخير مؤخرة الجيش الفرنسي. عند صعود طريق برغش، أرسل رولاند هيل فرقة بابلو موريلو إلى اليمين من اجل صعود مرتفعات لا بويبلا. بدأت فرقة ستيوارت الثانية في الانتشار إلى اليسار في السهل الضيق جنوب النهر. بعد رؤية هذه التحركات، أرسل غازان مارانسين إلى الأمام لدفع موريلو بعيدًا عن المرتفعات. نقل هيل لواء الكولونيل هنري كادوجان من الفرقة الثانية لمساعدة موريلو. رد غازان بارسال فرقة الاحتياط التابعة لفيلات ألى المعركة.
في هذا الوقت تقريبًا، رصد غازان لأول مرة عمود ويلينجتون يتحرك شمال زادوررا ليدير جناحه الأيمن. طلب من جوردان، الذي تعافى الآن من الحمى، تعزيزات. بعد أن أصبح مهووسًا بسلامة جناحه الأيسر، رفض المارشال مساعدة غازان، وبدلاً من ذلك أمر بعض قوات درويت بحراسة طريق لوغرونيو.
دفع ويلينجتون لواء جيمس كيمبت عبر زادوررا عند منعطف شديد الانحدار. في الوقت نفسه، استولى ستيوارت على سوبيجانا وتعرض لهجوم مضاد من قبل اثنين من فرق غازان. على المرتفعات، قُتل الكولونيل الإنجليزي كادوجان، لكن القوة الأنجلو-إسبانية تمكنت من التمسك بموطئ قدمها. علق ويلينجتون هجماته للسماح بوقت عمود جراهام لإحداث انطباع ولاسترجاع الهدوء في ساحة المعركة.
ظهر عمود ويلينجتون في الظهيرة على طريق بلباو. أدرك جوردان على الفور أنه معرض لخطر المحُاصَرة وأمر غازان بالانسحاب نحو فيتوريا. قاد جراهام فرقة ساروت للعودة عبر النهر، لكنه لم يستطع شق طريقه عبر نهر زادور على الرغم من القتال المرير. إلى الشرق، هزمت قوات دي لونجا الإسبانية الحرس الملكي الإسباني وقطعت الطريق إلى بايون.
مع بعض المساعدة من لواء كيمبت، عبرت فرقة بيكتون الثالثة من عمود دالهوزي إلى الجانب الجنوبي من النهر. وفقًا لبيكتون، رد العدو الفرقة الثالثة بمدفع 40 إلى 50 وهجوم مضاد على الجناح الأيمن، والذي لا يزال مفتوحًا لأنهم استولوا على الجسر بسرعة كبيرة، مما تسبب في خسارة الفرقة الثالثة 1800 رجل (أكثر من ثلث خسائر الحلفاء في المعركة) حيث تمسكوا بأرضهم.  عبرت الفرقة الرابعة لكول غربًا.
مع وجود غازان على اليسار ودارلون على اليمين، حاول الفرنسيون جعل موقِفهم الأخير في قرية أرينز. تشكلت في خط تهديد، سرعان ما استحوذت الفرقة الرابعة والثالثة والسابعة على القرية. عاد الفرنسيون إلى سلسلة جبال زوازو، حيث غطتهم المدافع الميدانية العديدة التي يتم التعامل معها جيدًا. سقط هذا الموقف في أعقاب هجوم ويلينجتون عندما رفض غازان التعاون مع زميله جوردان.

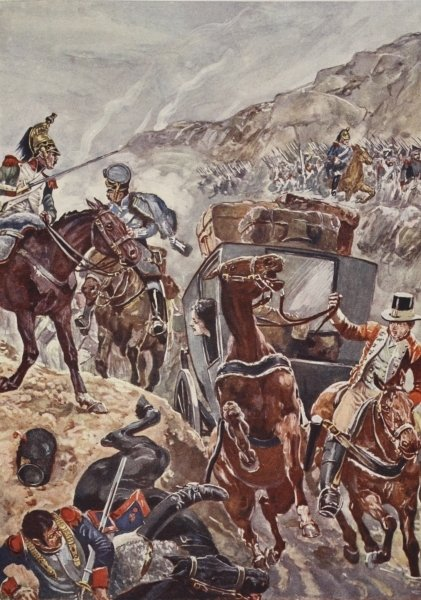
أنسحاب القوات الفرنسية بعد معركة فيتوريا.

انهارت الروح المعنوية الفرنسية وهرب جنود غازان وجوردان من الميدان. ترك المدفعيون بنادقهم وراءهم وهم يفرون على ظهور الخيول. سرعان ما ازدحم الطريق بكتلة من العربات. بفضل جهود فرقتين بقيادة الجنرال رايل، التي صدت هجوم جراهام، سمحت لعشرات الآلاف من القوات الفرنسية بالهروب على طريق سالفاتيرا.

## ما بعد الواقعة

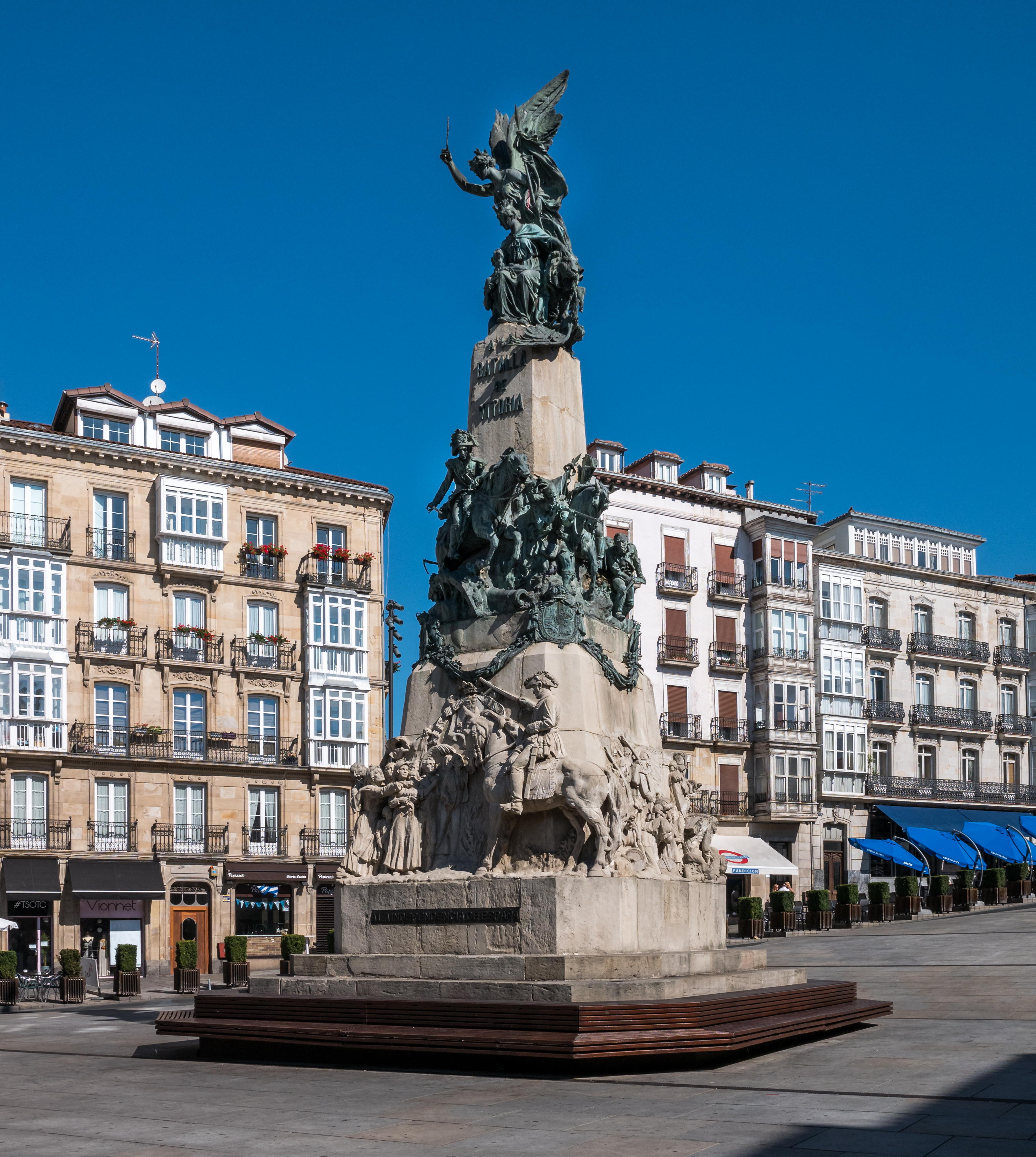
نصب تذكاري لمعركة فيتوريا 1813، في ساحة فيرجن بلانكا. فيتوريا ، إقليم الباسك ، إسبانيا.

قامت القوات البريطانية ببيع الغنائم التي تم أخذها خلال المعركة بالمزاد، خسر جيش الحلفاء حوالي 5000 رجل، 3675 بريطاني و 921 برتغالي و 562 جنديًا إسبانيًا. بلغ إجمالي الخسائر الفرنسية ما لا يقل عن 5200 قتيل وجريح، بالإضافة إلى 2800 رجل و 151 مدفع تم أسرهم. حسب الجيش، كانت الخسائر في الجنوب 4300، المركز 2100 والبرتغال 1600. ولم ترد أية إصابات من الحرس الملكي أو المدفعية. 
لم تكن الخسائر الفرنسية أعلى لعدة أسباب. أولاً، كان جيش الحلفاء قد سار بالفعل لمسافة 32 كم في ذلك الصباح ولم يكن في وضع يسمح له بالمتابعة. ثانيًا، صد رجال رايل ببسالة عمود جراهام. ثالثًا، كان الوادي الذي انسحب الفرنسيون من خلاله ضيقًا ومغطى جيدًا بواسطة سلاح الفرسان الثالث وفوج دراغون الخامس عشر الذين كانوا بمثابة الحرس الخلفي. أخيرًا، ترك الفرنسيون غنائمهم وراءهم. 
استدار العديد من الجنود البريطانيين جانبًا لنهب العربات الفرنسية المهجورة التي تحتوي على «نهب مملكة». تشير التقديرات إلى أنه تم الاستيلاء على أكثر من مليون جنيه إسترليني من الغنائم (100 مليون جنيه إسترليني اليوم)، لكن التخلي الإجمالي عن الانضباط العسكري الذي حدث لدى القوات الإنجليزية اثناء النهب تسبب في غضب ويلينجتون مما دعاه إلى كتابة رسالة إلى إيرل باثورست يقول فيها، «لدينا في الخدمة حُثالة الأرض نُسميهم جنود». 
كما عبّر الجنرال البريطاني عن غضبه على فوج جديد من سلاح الخَيالة، فكتب، «إن سلاح الخَيالة الثامن عشر عار على اسم الجندي، في العمل وكذلك في أي مكان آخر؛ وأنا أقترح تجنيد خيولهم وإرسال الرجال إلى إنجلترا إذا لم أتمكن من محاسبتهم بأي طريقة أخرى.»  (في 8 أبريل 1814، استرد سلاح الخَيالة الثامن عشر سمعتهم بعد هجوم شُجاع في كروا دورادي، قبل وقت قصير من معركة تولوز).
سرعان ما تمت استعادة النظام، وبحلول ديسمبر، بعد أن استولت المفارز على سان سيباستيان وبامبلونا، كان جيش ويلينغتون يخيم في فرنسا.